# Kristijan VI. Danski
Kristijan VI., danski in norveški kralj, vojvoda Schleswiga in Holsteina, * 30. november 1699, Kopenhagen, † 6. avgust 1746, Hørsholm.
Kristijanov moto vladanja je bil Deo et populo. Pot do Boga je iskal v pietizmu. Poti do ljudstva zaradi svojega plahega značaja ni našel. Ljudstvo ga ni maralo. V času njegovega vladanja se kraljevini nista zapletli v nobeno vojno. Dal je zgraditi kar nekaj kraljevih palač.

## Mladost
Kristijan je bil edini preživeli sin danskega in norveškega kralja Friderika IV. in njegove prve žene Luize, hčerke mecklenburško-güstrowskega vojvode Gustava Adolfa. Njegova izobrazba je bila boljša od očetove in dedove, v učnem procesu je pridobil več znanja. Vseeno je običajno komuniciral v nemščini, čeprav je razumel tudi dansko.
Kristijan je bil po značaju pravo očetovo nasprotje: bil je slabotnega zdravja, introvertiran, plašen, nagnjen k religioznim razmišljanjem. Oče mu je dovolil, da si lahko sam izbere nevesto.
Našel jo je na Saškem, ko je leta 1721 v spremstvu kanclerja Ulrika Adolfa Holsteina potoval po Evropi, in sicer v Pretzschu na saškem gradu poljske kraljice Kristijane Eberhardine. Izbranka, Zofija Magdalena von Brandenburg-Kulmbach je bila kraljičina dvorna dama. Prihajala je iz manjše hohenzolerske mejne grofije. Oče je mlad umrl in polovica posesti je bila zastavljena. Imela je 13 mlajših bratov in sester in je po rodu veljala za neprimerno partnerico danskega princa. A kralj je držal besedo in dal dovoljenje za poroko. Kristijan v pismih opisuje svoja čustva do princesine močne religioznosti, ki ga je spominjala na njegovo lastno. Poročila sta se 7. avgusta 1721 v Pretzschu na Saškem.
Po smrti Friderika IV., oktobra 1730, sta zakonca postala kralj in kraljica Danske in Norveške. Kronana sta bila 6. junija 1731 v kapeli palače Frederiksborg.

## Vladar
Kristijan je kot mladenič sočustvoval z materjo, ki je zelo trpela zaradi moževega moralno spotakljivega življenja in bigamije. V vlogi vladarja je takoj na začetku razveljavil očetovo oporoko in vdovi, kraljici Ani Zofiji odvzel velik del premoženja, ki ga je podedovala, potem pa jo izgnal na posestvo Clausholm, dom njenega otroštva.
Prvih deset let vladanje se je Kristijan pogosto posvetoval s svojim bratrancem, grofom Kristijanom Ernestom von Stolberg-Wernigerode. Grof je sodeloval skoraj pri vsem, od odpuščanja kuharjev v kraljičini kuhinji do mednarodne politike. Kralja je spodbujal k ohranjanju zavezništva z Anglijo, kar je privedlo do poroke kraljevega starejšega sina Friderika z Luizo, hčerko britanskega kralja Jurija II.
Dvor Kristijana in kraljice Luize je bil neobičajno samoten: brez dvorjanov, plesov in zabav. Kralj se je družil le s posamezniki, ki so mu bili blizu. Njegova kočija se je skozi mesto vozila z zagrnjenimi zavesami in obdana z jezdeci.
Tihemu, monotonemu dvornemu življenju je sledil tudi velik del ljudstva. V času njegovega vladanja med ljudstvom ni bilo veliko zabav. Blagor ljudstva je bil Kristijanu sicer blizu: njegov moto je bil »Deo et populo, za Boga in ljudstvo«. A vse kar je storil, je ljudstvo odvračalo: njegov žalosten obraz, neodobravanje zabav, izogibanje stikom z ljudmi. Ker Kristijan zaradi svojega značaja ni našel poti do ljudstva, se je njegovo nagnjenje izrazilo v pietizmu.
Pietistični pogledi kralja Kristjana so vplivali na večino njegove cerkvene politike, čeprav so se tako plemstvo kot številni preprosti ljudje temu vplivu skrivaj izogibali. Eden od trajnejših vplivov je bila uvedba obvezne birme (1736), kar je zahtevalo določeno stopnjo pismenosti in je spodbudilo potrebo po skupnem šolskem sistemu, ki je bil ustanovljen z dekretom leta 1739.
Osrednje Kristijanovo notranjepolitično dejanje je bila uvedba tako imenovanega stavnsbånd (1733), zakona, po katerem kmetje brez dovoljenja niso smeli zapustiti posesti, na kateri so se rodili. Čeprav je bil namen tega zakona vojski zagotoviti stalno število kmečkih nabornikov, so ga ljudje razumeli kot dokončno podrejanje danskega kmečkega prebivalstva in je še povečal Kristijanovo nepriljubljenost. (Zakon je bil odpravljan leta 1788.)
Kristijan in tudi Luiza sta svojo vladarsko oblast najbolj izražala z gradnjo številnih kraljevih objektov, med katerimi so palača Christiansborg (zgrajena 1732-1742, leta 1794 pogorela, obnovljena), palača Hirschholm, poletno podeželsko zatočišče v Severni Zelandiji (zgrajena 1737-1739, porušena 1812), in Eremitage (zgrajena 1734-1736, še vedno stoji). Za kronskega princa Friderika so zgradili knežjo palačo v Kalvebodernu (zgrajena 1743-1744, še vedno stoji kot Narodni muzej). Glavni vir za gradnjo teh dragih stavb, ki naj bi predstavljale moč in bogastvo danskega kraljestva, so bile pristojbine za prehod skozi Øresund; palače pa so postale tudi gospodarsko breme za podložnike.
Kristijanova zunanja politika je bila miroljubna in Danska-Norveška je bila v njegovem času dosledno nevtralna. Tako sta napredovala trgovina in obrt, ustanovljena so bila nekatera nova podjetja in banka.

## Družina
V Christianovem zakonu z Zofijo Magdaleno Brandenburško-Kulmbaško (1700-1770) so se rodili trije otroci:
- Friderik V. (1723–1766), danski kralj
- Luiza (1724)
- Luiza (1726–1756) ∞ vojvoda Ernst Friedrich III. von Sachsen-Hildburghausen